# Brunni SZ
| SZ ist das Kürzel für den Kanton Schwyz in der Schweiz. Es wird verwendet, um Verwechslungen mit anderen Einträgen des Namens Brunni zu vermeiden. |

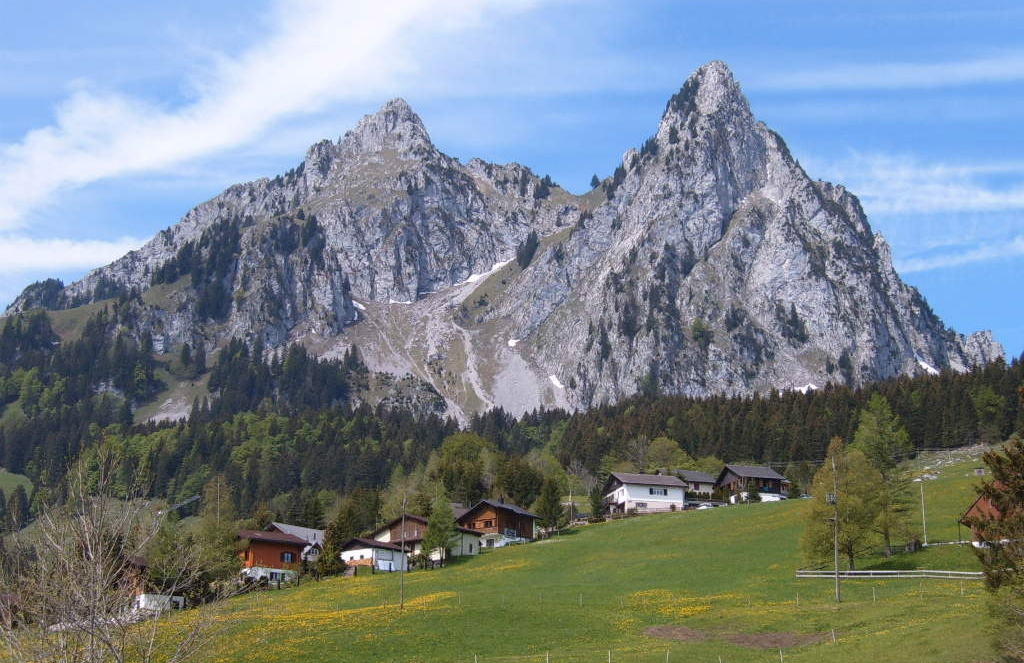
Kleiner Mythen und Haggenspitz, im Vordergrund Brunni

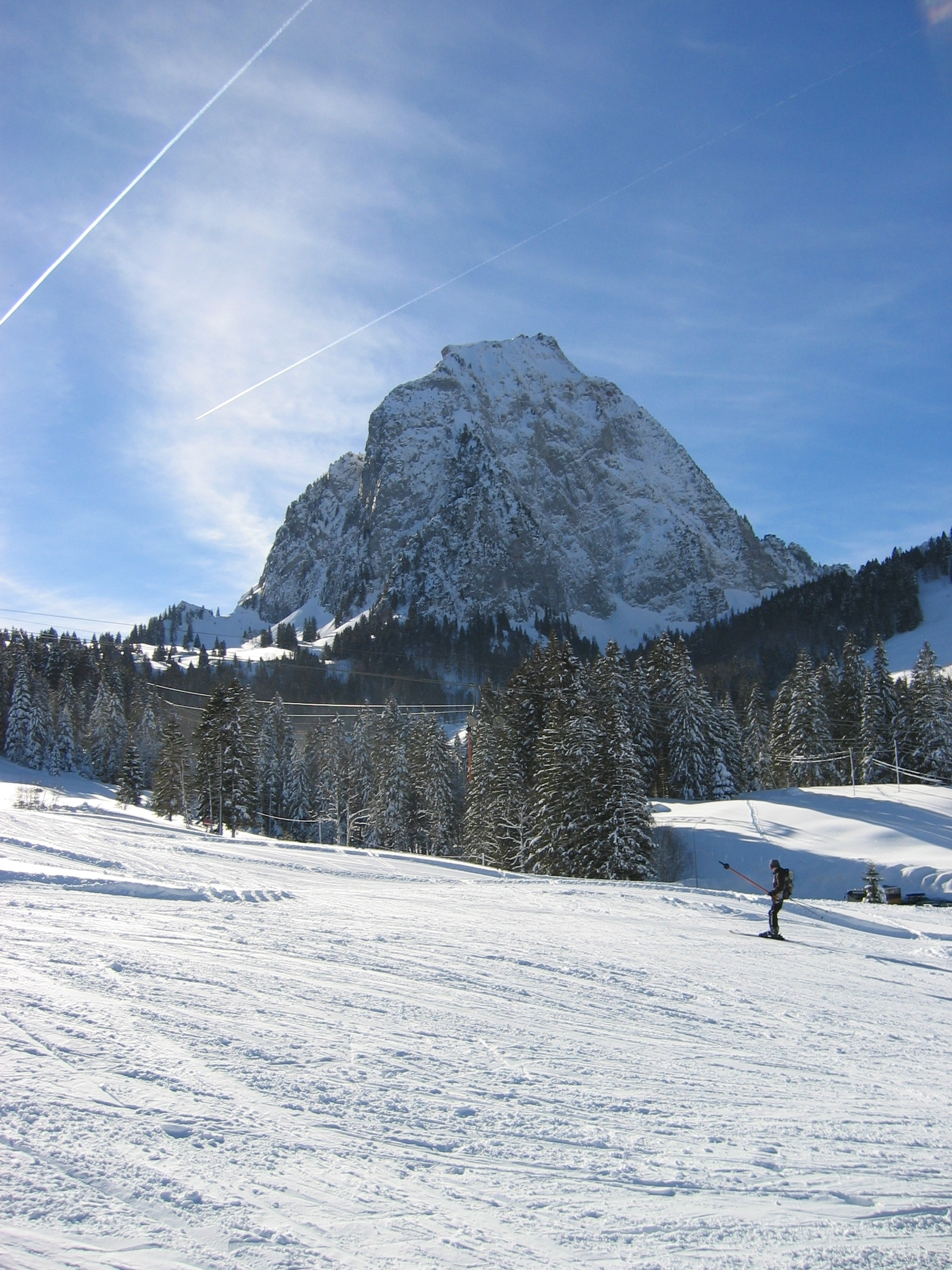
Grosser Mythen gesehen vom Skigebiet Brunni

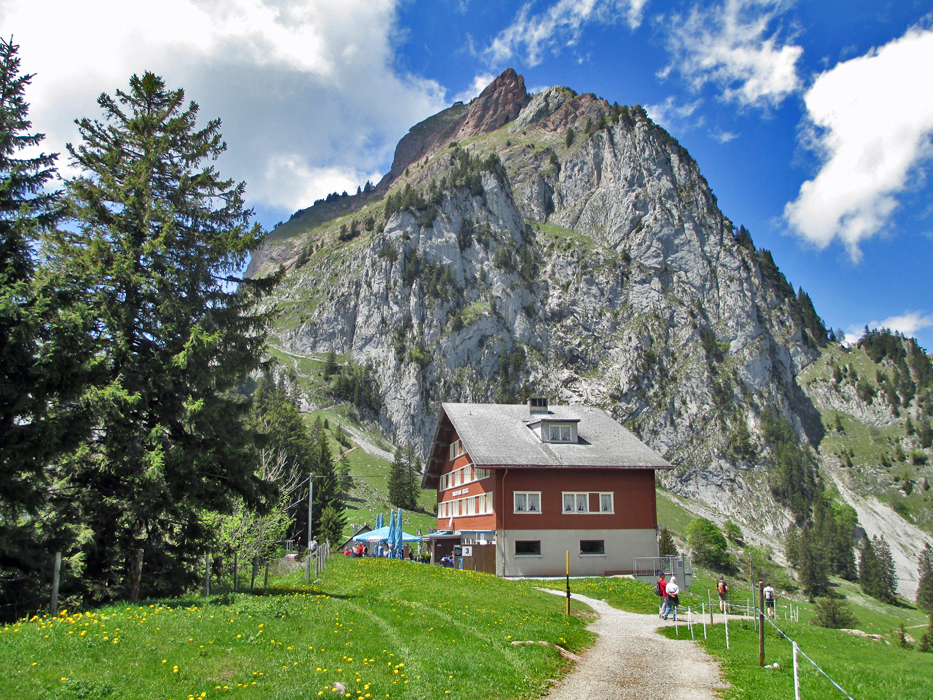
Holzegg mit grossem Mythen

Brunni ist ein Weiler der Gemeinde Alpthal im Schweizer Kanton Schwyz bei Einsiedeln. Der am Fusse der Mythen gelegene Wander- und Wintersportort liegt auf 1100 m ü. M.
Im Winter zieht das Skigebiet viele Besucher aus der Region rund um den Zürichsee an. Das Gebiet gilt aufgrund seiner Staulage als schneesicher. Weitere Hänge im Gebiet werden erschlossen von diversen Skiliften und einer Luftseilbahn. Letztere führt auf die Holzegg (1405 m ü. M.), wo ein bei Wanderern beliebtes Berggasthaus steht und eine hölzerne Bergkapelle, erbaut 1949, die dem hl. Bruder Klaus geweiht ist. Auf der Holzegg beginnt der steile Bergweg auf den grossen Mythen. 